# Awendaw
Awendaw és una població dels Estats Units a l'estat de Carolina del Sud. Segons el cens del 2000 tenia 1.195 habitants.

## Demografia
Segons el cens del 2000, Awendaw tenia 1.195 habitants, 400 habitatges i 312 famílies. La densitat de població era de 55,7 habitants/km².
Dels 400 habitatges en un 33,8% hi vivien nens de menys de 18 anys, en un 54,8% hi vivien parelles casades, en un 19,8% dones solteres, i en un 22% no eren unitats familiars. En el 20,3% dels habitatges hi vivien persones soles el 7,3% de les quals corresponia a persones de 65 anys o més que vivien soles. El nombre mitjà de persones vivint en cada habitatge era de 2,97 i el nombre mitjà de persones que vivien en cada família era de 3,47.
Per edats la població es repartia de la següent manera: un 29,5% tenia menys de 18 anys, un 7,5% entre 18 i 24, un 27,8% entre 25 i 44, un 23,8% de 45 a 60 i un 11,4% 65 anys o més.
L'edat mediana era de 36 anys. Per cada 100 dones de 18 o més anys hi havia 87,8 homes.
La renda mediana per habitatge era de 35.250$ i la renda mediana per família de 42.917$. Els homes tenien una renda mediana de 31.696$ mentre que les dones 21.422$. La renda per capita de la població era de 15.781$. Entorn del 13,5% de les famílies i el 12,4% de la població estaven per davall del llindar de pobresa.

## Poblacions més properes
El següent diagrama mostra les poblacions més properes.